# Sphragifera biplagiata
Sphragifera biplagiata är en fjärilsart som beskrevs av Walker 1856. Sphragifera biplagiata ingår i släktet Sphragifera och familjen nattflyn. Inga underarter finns listade i Catalogue of Life.